# Inna Ryskal
Inna Ryskal, född 15 juni 1944 i Baku, är en före detta sovjetisk volleybollspelare.
Ryskal blev olympisk guldmedaljör i volleyboll vid sommarspelen 1968 i Mexico City.